# Bibliothèques de l’Université McGill
Les Bibliothèques de l'Université McGill est un réseau de bibliothèques de l'Université McGill à Montréal, au Québec, Canada. Elle est composée de 13 bibliothèques, situées sur le campus du centre-ville de Montréal et sur le campus Macdonald. Au total, elle possède plus de 5 millions de documents se composant de films, de quotidiens, de livres et de bases de données. Elle donne accès à 2,3 millions de thèses, de revues et de livres numériques et comporte aussi des centaines de milliers de vidéos, d’enregistrements sonores, de partitions musicales, de cartes et de microformes. De plus, la bibliothèque possède une collection servant à l’apprentissage et au perfectionnement du français. Celle-ci regorge de guides, de dictionnaires et de grammaires. Les Bibliothèques de l’Université McGill a pour mission de soutenir l’évolution de l’enseignement, de l’éducation et de la recherche en rendant accessibles ses collections et en offrant des services exemplaires se focalisant sur les besoins de sa clientèle. Elle participe activement à la diffusion de la culture dans la société en ouvrant ses portes et en proposant ses services tant à sa communauté, telle que les étudiants, les enseignants et le personnel de l’Université, qu’aux citoyens. Celle-ci offre, d’ailleurs, des ressources et des services en français facilitant l’intégration de ses usagers francophones. Ce faisant, des personnes-ressources bilingues sont présentes afin de renseigner les usagers francophones sur les services offerts et afin de les accompagner dans l’exploration des outils disponibles. C'est, par la taille, la quatrième bibliothèque universitaire de recherche au Canada. Elle a reçu la note « A » du Globe and Mail University Rapport de 2011, la plus haute distinction décernée à une bibliothèque de grande université.

## Description

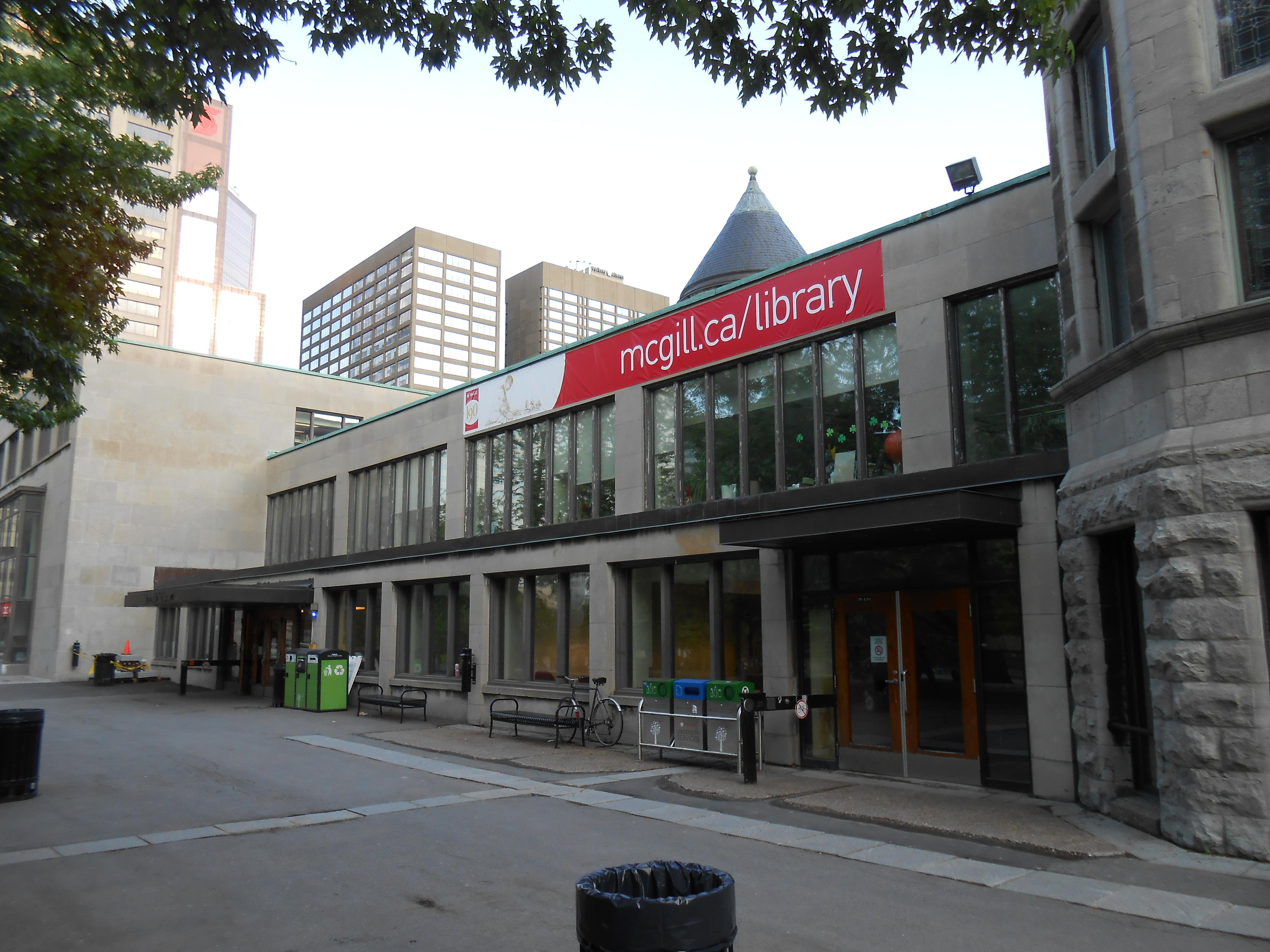
Bibliothèque des Sciences humaines

La Bibliothèque des sciences humaines et sociales (BSHS) est la plus importante du campus. Elle se trouve dans le bâtiment qui abrite les pavillons McLennan et la Bibliothèque Redpath (en). Elle dispose de remarquables collections en études canadiennes, en littérature anglaise et en littérature américaine ainsi que sur l'histoire britannique. On y trouve aussi ce qui concerne les études russes et les études de l'Europe de l'Est, ainsi que de la documentation sur la Seconde Guerre mondiale.
La Bibliothèque des livres rares et collections spécialisées contient des documents sur une grande variété de sujets, incluant l'art et l'architecture, la littérature, l'histoire des idées, les voyages et l'exploration, ainsi que l'histoire du livre. On y trouve aussi la collection Canadiana, qui se compose de 12 000 ouvrages, comprenant des livres, des brochures, des cartes, des gravures, des périodiques, des documents gouvernementaux et des pamphlets,.
La Bibliothèque Osler de l'histoire de la médecine, dans le Pavillon McIntyre (en) l'une des plus importantes bibliothèques de ce type en Amérique du Nord. C'est l'une des plus importantes ressources savantes canadiennes en matière d'histoire de la médecine. Fondée en 1929, la bibliothèque Osler de l’Université de McGill a été construite afin de loger la donation de William Osler. Cette donation comportait, entre autres, une collection d’envergure de livres rares médicaux. D’ailleurs, la bibliothèque est nommée en l’honneur de William Osler qui est aussi un ancien diplômé en médecine de l’université McGill et un médecin considéré comme un symbole de la médecine dans le milieu anglophone. En plus de la collection de Sir William Osler, la bibliothèque Osler contient de nombreuses collections spéciales telles que les collections Anatomical atlases, Bibliotheca Osleriana, Frank Dawson Adams Collection, Norman Bethune Collection, Osler Library Almanac Collection, Paris Medical Theses Collection et Wilder Penfield Archive. Le 13 juillet 2018, un feu s’est déclenché sur la terrasse du Pavillon des sciences médicales McIntyre où se situe la bibliothèque Osler. Le feu a été rapidement maîtrisé, et ce sans blessé. Les principaux dommages sont causés par l’eau qui a permis d’éteindre le feu lors de l’intervention des pompiers. La collection rare de la Bibliothèque d’histoire de la médecine Osler ne fut pas touchée. Néanmoins, certains travaux de recherche et d’autres documents de la bibliothèque subirent des dommages non négligeables.
En 2011, la Bibliothèque des sciences humaines et sociales et la Bibliothèque Schulich de sciences physiques, sciences de la vie et d'Ingénierie commencent à ouvrir 24 heures par jour et 7 jours par semaine pendant la majeure partie de l'année scolaire.
La Bibliothèque d'études islamiques (en), qui possède l'une des plus grandes collections de son genre au Canada, est située dans le Pavillon Morrice. C'est aussi dans ce pavillon que se trouve l'Institut d'études islamiques de l'Université McGill (en) où étudient les candidats à la maîtrise et au doctorat.
La Cyberthèque des Bibliothèques de l'Université McGill, « une grande salle à usages multiples », a ouvert ses portes aux étudiants de l'Université McGill en 2008. Située au rez-de-chaussée du pavillon de la Bibliothèque Redpath, la Cyberthèque contient des espaces diversifiés : espaces de travail et espaces d'apprentissage pour les groupes et les personnes seules. La Cyberthèque propose aussi différentes technologies et installations multimédias. Cet endroit unique en son genre a été conçu par l'architecte montréalais François Emond et son équipe de ékm architecture, en collaboration avec Douglas Birkenshaw et son équipe de Bregmann + Hamann de Toronto.

## Réseau des biblitohèques

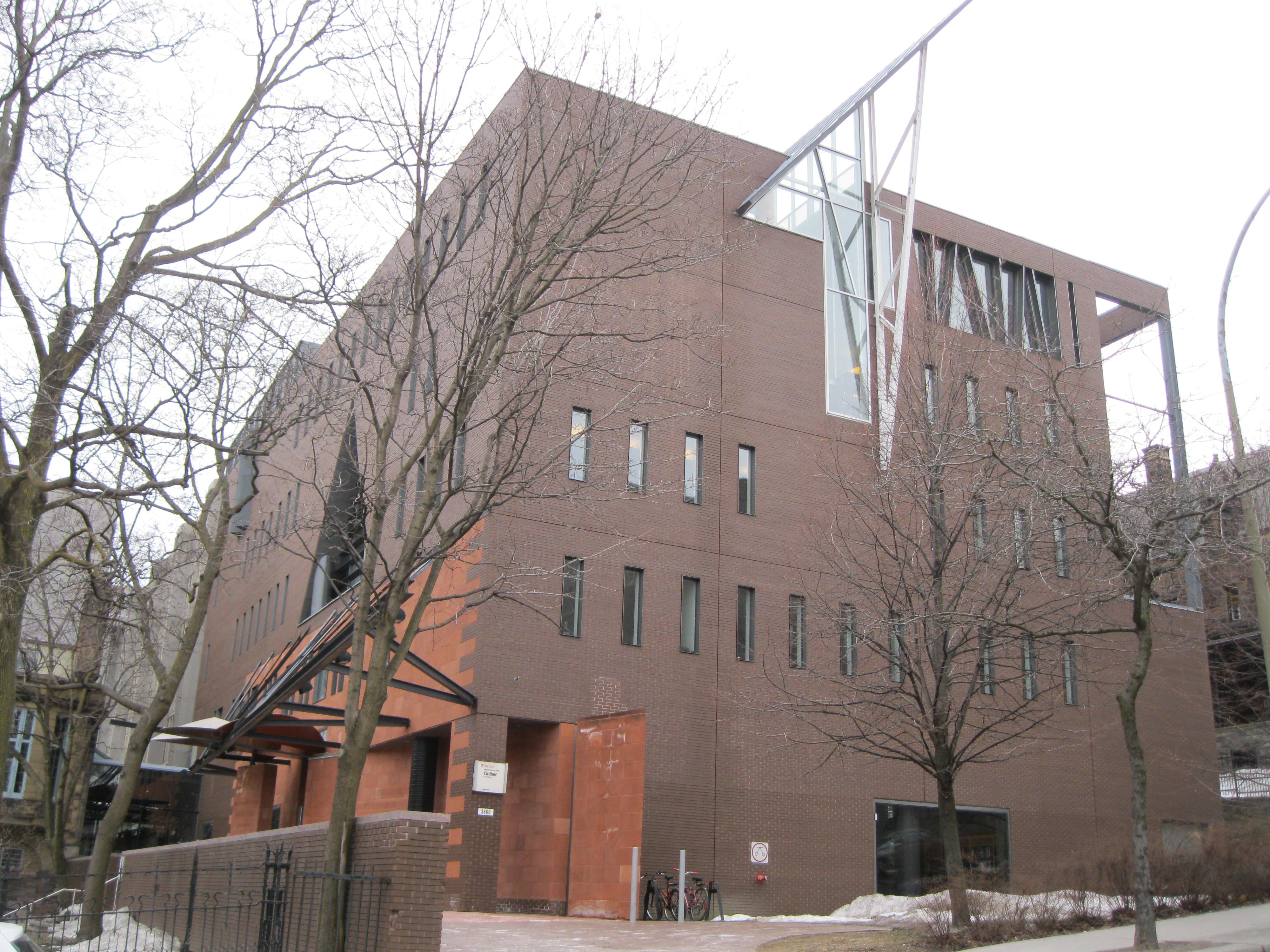
Bibliothèque de droit Nahum Gelber

Voir la carte des sections des bibliothèques.
- Salle de lecture Birks
- Bibliothèque des sciences humaines et sociales
- Blackader-Lauterman, collection d'architecture et d'art (en hommage à la sculptrice Dinah Lauterman )
- Bibliothèque d'études islamiques (en)
- Centre de ressources pédagogiques
- Bibliothèque Edward Rosenthall de mathématiques et de statistiques
- Bibliothèque des sciences de la vie
- Bibliothèque du campus MacDonald
- Bibliothèque musicale Marvin Duchow
- Bibliothèque de droit Nahum Gelber
- Bibliothèque Osler d'histoire de la médecine
- Bibliothèque des livres rares et des collections spéciales
- Archives de l'Université McGill
- Collection d'architecture canadienne
- Bibliothèque Schulich des sciences physiques, des sciences de la vie et de l'ingénierie

## Partenariats et collaboration
Les Bibliothèques sont membre de l'Association des bibliothèques de recherche du Canada, de l'Association des bibliothèques de recherche américaines (ARL), du Bureau de coopération interuniversitaire du Québec (BCI), ainsi que d'autres groupes coopératifs. Les Bibliothèques contribuent à l’Open Content Alliance.

## Projets
En 2010, l'un des projets principaux des Bibliothèques était la numérisation des livres du domaine public,. En 2013, les Bibliothèques de l'Université McGill est devenue la deuxième bibliothèque hors des États-Unis à entrer en partenariat avec la Bibliothèque numérique HathiTrust et planifiait de rendre ses collections numérisées disponibles via le dépôt institutionnel. Les Bibliothèques ajoutent régulièrement des articles uniques et numérisés au domaine public par l'entremise de l'Internet Archive.

## Histoire
On sait que McGill a possédé une sorte de collection de bibliothèque très tôt dans son histoire, puisque les étudiants devaient payer des frais pour les services de bibliothèque en 1843, l'année du début de l'enseignement. De 1862 à 1893, la bibliothèque était située dans l'aile ouest du pavillon des Arts (pavillon Molson), où la collection s'est tranquillement développée. La gestion de cette collection a été assurée par des membres du corps professoral. Le premier bibliothécaire était Joseph Abbott, nommé en 1845, et Charles Markgraf, professeur de français et d’allemand, a servi pendant 25 ans.
Après ces premières étapes, l’histoire des Bibliothèques à McGill a accéléré vers la fin du 19e siècle pendant une période de construction et de croissance rapides pour l’université. Notamment, la construction de la Bibliothèque Redpath en 1893 a donné à l’université son premier immeuble dédié à des vises d’une bibliothèque.

### Peter Redpath et John William Dawson
Quand John William Dawson, le principal de McGill entre 1855 à 1893, est arrivé à son poste, le campus consistait essentiellement du Pavillon des arts actuel et une extension à l’est. Au cours de son mandat, Dawson a été le fer de lance d’une multiplication rapide des espaces d’enseignement avec plusieurs constructions majeurs, dont Molson Hall (1860), le Pavillon de Médecine (1872) le Pavillon MacDonald de génie (1893) et le Pavillon Macdonald-Stewart (1893). Pour réaliser toutes ces constructions, Dawson a noué des liens avec l’élite des affaires anglophone de Montréal, qui a fait don d’énormes sommes d’argent.
Peter Redpath, héritier de la fortune sucrerie Redpath, s'était déjà impliqué dans l’agrandissement de l'université avec la construction du Musée Redpath en 1872 ; on dit que Redpath aurait construit ce musée de Science pour le biologiste Dawson afin de persuader le principal de rester à son poste. Un amoureux des livres et de l’apprentissage lui-même, Redpath a commencé à faire des dons de sa propre collection de livres en 1864. Au cours des années 1880, il rendait compte que l'espace de la bibliothèque de McGill devenait insuffisant, donc en 1891, il a annoncé le financement d'un projet important de construction de bibliothèque, juste à temps pour la retraite de son ami Dawson.

### L’architecture de la première bibliothèque

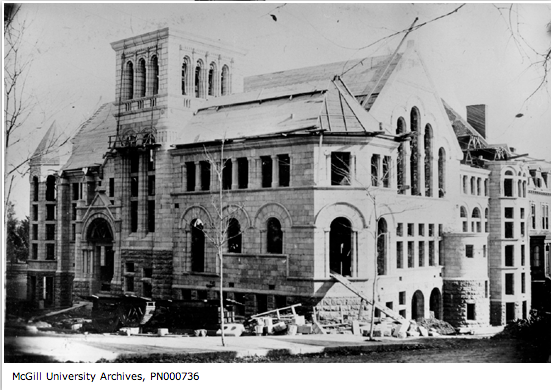
La Bibliothèque Redpath pendant la construction

Comme toutes les constructions majeures sur le campus de McGill des années 1890, la Bibliothèque Redpath a été construite en pierre grise de Montréal par Andrew Taylor, un architecte importé de Grande-Bretagne et un cousin de Peter Redpath. Taylor est né en Écosse en 1850, et il a passé les deux premières décennies de sa carrière en Grande-Bretagne avant d'utiliser ses relations avec les Redpaths pour s'installer à Montréal.
Pour la conception de la première bibliothèque de McGill, Taylor a utilisé le style néo-roman popularisé en Amérique du Nord par Henry Hobson Richardson au cours de la décennie précédente, caractérisé par des arcs en plein cintre, de lourdes colonnes et des volumes massifs. Taylor a également conçu la structure de la bibliothèque pour qu'elle soit aussi moderne que possible; contrairement aux bibliothèques religieuses et de la noblesse des siècles précédents, la bibliothèque Redpath devait disposer d'un système de magasin ouvert comme toutes des nouvelles bibliothèques américaines, utilisant des matériaux ignifuges comme métal et du verre pour les étagères et les passerelles. Une fois terminé, ce fut non seulement le premier bâtiment de bibliothèque spécialement conçu à McGill, mais aussi la première structure de ce type dans la province de Québec.

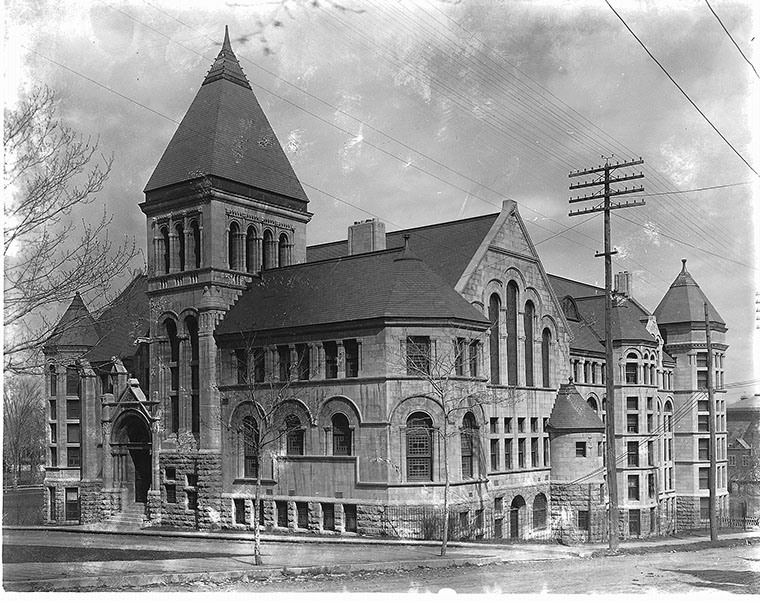
La Bibliothèque Redpath au début du – l’extension de 1901 est visible à droit

Taylor lui-même a construit la première extension à sa propre bibliothèque en 1901. Comme il a utilisé le même langage de conception que dans la construction originale, cette extension est à peine perceptible aujourd'hui, mais étend la section originale de stockage des livres vers le sud le long de la rue McTavish. Percy Nobbs, un professeur d’architecture à McGill, a continué l’extension vers le sud en 1921 avec un langage architectural moins orné.

### Naissance de la bibliothéconomie au Canada

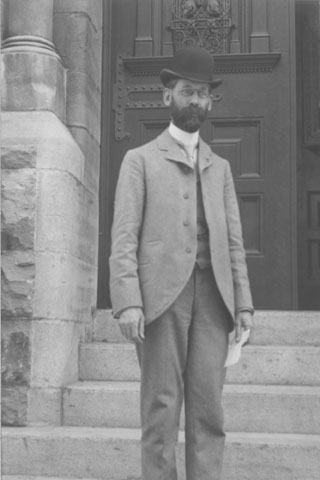
Charles H. Gould devant la porte de la Bibliothèque Redpath

En plus d'augmenter le programme éducatif de McGill, la bibliothèque Redpath a servi de plaque tournante pour l'importation des principes modernes de bibliothéconomie au Canada. En 1892, Charles Henry Gould, un diplômé de McGill a été embauché en tant que premier bibliothécaire professionnel à temps plein de McGill. Il ne semble pas que Gould avait une expérience professionnelle en bibliothèque au moment de son embauche ; or, il a commencé un voyage d’enquête à travers l’Europe et les États-Unis pour apprendre les techniques les plus modernes de la bibliothéconomie. Il est revenu à Montréal quelques mois avant l’ouverture de sa nouvelle bibliothèque le 31 octobre 1893.
Au cours de ses 26 années de mandat à McGill, Gould a surveillé l’agrandissement rapide de la collection et des services bibliothécaires de McGill. De plus, il a maintenu ses liens avec le monde international de bibliothéconomie et a contribué fortement à la fondation de la profession au Canada, dont l’initialisation du premier cours de bibliothéconomie au Canada en 1904. En 1900, il a accueilli l’assemblée annuelle de l’American Library Association (ALA) à Montréal, fournissant un prétexte à la fondation de la première association canadienne des bibliothèques, plus tard l'Ontario Library Association. Gould a été le premier président non basé aux États-Unis de l’ALA de 1908 à 1909. En 1900 il a initialisé le McLennan Travelling Library grâce à un don de Hugh McLennan (à ne pas confondre avec Hugh MacLennan, l’écrivain qui était aussi associé avec McGill), lui permettant de partager des ressources de McGill avec des régions éloignées.

### À partir du milieu du20esiècle
En 1952, une grande extension de la Salle Redpath a été ouverte vers le sud et l'est de l'édifice. C'est à cette époque que la salle de lecture de la bibliothèque a été déplacée au pavillon Redpath de la Bibliothèque. L'ancienne Bibliothèque Redpath est devenue la Salle Redpath, aujourd'hui transformée en salle de concert. C'est pendant cette période que le bibliothécaire en chef de l'Université s'est vu doté de la responsabilité de sa première collection principale en sciences humaines et sociales. Les bibliothèques disciplinaires de médecine, de droit, de génie, de physique, de sciences et de théologie étaient encore largement indépendantes.
En 1969, la Bibliothèque McLennan (sciences humaines et sociales) ouvre ses portes et le conseil d'université met en place une commission des bibliothèques universitaires dont le rapport (1971) recommande la réorganisation ainsi qu'une plus grande coordination et une meilleure gestion du réseau des bibliothèques.